# Dragons Rioting
Dragons Rioting (englisch; japanisch ドラゴンズ ライデン, Doragonzu Raiden) ist eine Manga-Serie von Tsuyoshi Watanabe, die seit 2012 in Japan erscheint. Sie ist in die Genres Action, Comedy und Etchi einzuordnen.

## Inhalt
Rintaro Tachibana (立花 リンタロー) leidet am „Hoffnungslos entarteten Erregungsinfarktsyndrom“ (kurz Hentai-Syndrom), bei dem sexuelle Erregung für ihn in einem tödlichen Infarkt enden kann. Um dies zu verhindern, übt er sich in sexueller Enthaltsamkeit und widmet sich dem Kampfsport, um seinen Körper und Geist zu stärken. Doch als es Zeit für die Oberschule wird, erlebt Rintaro eine böse Überraschung. Die von ihm ausgesuchte auf Kampfsport spezialisierte Nangokuren-Oberschule, die er wegen ihres Namens – Nangokuren (男獄煉) bedeutet „Jungshöllenschmiede“ – für eine Jungenschule hält, wird zu 99 % von Mädchen besucht, von denen zudem zu seinem Überdruss ein großer Teil attraktiv und knapp bekleidet ist.
An der Schule gibt es zudem drei besonders starke und daher „Drachen“ genannte Mädchen, die jeweils eine Jahrgangsstufe und damit ein Drittel der Schülerinnen hinter sich haben und um die Vorherrschaft kämpfen: der „Drache des blitzenden Sterns“ (閃星竜, Senseiryū) Ayane (アヤネ), die die 10. Klasse vertritt und sich durch Schnelligkeit auszeichnet, der „Drache des grünen Sturms“ (嵐翆竜, Ransuiryū) Rino (リノ) aus der 11., die sich durch ihre Technik auszeichnet, und der „Drache der strahlenden Kraft“ (煌剛竜, Kōgōryū) Kyoka (キョーカ), die die 12. Klassenstufe unter sich hat und große körperliche Stärke besitzt. Nachdem Ayane Zeuge von Rintaros Fähigkeiten wird, will sie seine Schülerin werden, aber auch die anderen beiden Drachen interessieren sich im Laufe der Zeit für den ebenbürtigen Rintaro.

## Charaktere

### Rintaro Tachibana
Rintaro ist der Protagonist der Serie und leidet am Hoffnungslos entarteten Erregungs Infarktsyndrom kurz Hentai-Syndrom. Das bedeutet, dass es für sein Herz eine unerträgliche Belastung ist, wenn sich aufgrund von sexueller Erregung sein Blut sammelt, kurzum sexuelle Erregung kann seinen Tod bedeuten. Diese Krankheit wurde bei ihm mit sechs Jahren diagnostiziert. Sein Vater nahm ihn daraufhin mit in die Wälder rund um den Fuji mit und bildete ihn dort in der Kampfkunst des Blauen Seemondschattens aus, damit Rintaro nicht nur jede Situation meistern, sondern auch immer ruhig bleiben kann. Sein Mantra lautet: „Ein klarer Geist, Rein und voller Ruhe“. Aufgrund seiner Krankheit hat Rintaro eine Gynophobie (Angst vor Frauen) entwickelt. Mit sechzehn wechselt er auf die Nangokuren. Aufgrund des Namens denkt er es sei eine Jungenschule, die Nagokuren ist allerdings bis vor kurzem eine Mädchenschule gewesen. Mit seiner Kampfkunst ist er den Drachen ebenbürtig und kann sogar Dinge tun, die für normale Menschen unmöglich sind. So wich er mit Kyoka beim Freundschaftsmatch einem Blitz aus, zerstörte beim Duell der Titanen gegen Mell zwei Gebäude, indem er eine Klippe abstürzen ließ und spaltete das Kolosseum der Nagokuren in vier Teile. Im Sommer erreichte er im Kampf gegen Seizo die nächste Stufe des Blauen Seemondschattens, wodurch seine Kraft und Geschwindigkeit auf ein übermenschliches Niveau steigen. Als Rintaro zusammen mit Kyoka beim Freundschaftsmatch antrat, lehrte ihn Kyoka japanischen Tanz, da das Thema "Tanz" war. Nachdem sie ihm das Tanzen beigebracht hatte, konnte er auch Kyokas zuvor unlesbare Schrittfolgen lesen, da diese auf japanischem Tanz basieren.
Rintaro versucht immer den Mädchen fernzubleiben, würde aber auch gerne mit einigen Freundschaft schließen. Durch seine mentale Stärke schafft er es auch, mit einigen Freundschaft zu schließen. Vor allem mit Ayane, da diese sich schon am ersten Tag zu seiner Schülerin erklärte und seitdem immer wieder von ihm unterrichtet wird. Mit Mell ist er auch gut befreundet und kann sie sogar berühren, da er sie aufgrund ihres kindlichen Körpers eher als Kind als als Frau ansieht. Seit Mells Abgang von der Schule lebt Mells Haushamster Kito bei ihm.

### Ayane
Ayane ist der "Drache des blitzenden Sterns" und die Anführerin der 10ten Klasse. Sie hat einen unglaublich großen Vorbau und ist vor allem für ihre Geschwindigkeit und die daraus resultierende Schlagkraft bekannt. Sie ist eine freundliche Person mit einem starken Sinn für Gerechtigkeit und Fairness. Sie will einfach nur ihre Leute beschützen und möchte darum stärker werden. Als sie sieht wie Rintaro schon am ersten Tag, mit einem Schlag eine riesige Erdwand zwischen ihr und Kyoka errichtet, wird sie zu seiner Schülerin, auch wenn dieser am Anfang dagegen war. Seitdem sie einmal mit Rintaro im Bad war und ihm dabei das Handtuch runterrutschte, hat sie ein gewisses Trauma und Angst vor „Aalen“. Als Rintaros Schülerin tut sie alles was dieser sagt und konnte gegen den außer Kontrolle geratenen Marokichi eine Technik des Blauen Seemondschattens, die Tigerschlund Technik! Alles zerschmetternder Donnerhall!, einsetzen. Sie war danach vollkommen erschöpft, bekam aber Lob von Rintaro. Im Sommer war sie mit Rintaro bei dessen Vater, wo sie ihre alten Freunde Seizo und Iori wiedersah, welche zum Klan zurückholen wollten. Rintaro lehrte sie daraufhin das Qi zu erspüren, um gegen Iori eine Chance zu haben. Der Kampf war ein Unentschieden und Iori und Ayane söhnten sich aus.
Sie kann auch sehr verschlagen sein. So nähte sie ein rotes Seil an Rintaros Rucksack, um zu verhindern, dass er einfach ohne sie zu seinem Vater fährt, um zu trainieren.

### Rino
Rino ist der „Drache des grünen Sturms“ und die Anführerin der 11ten Klasse. Sie trägt eine Brille, ist immer sehr ruhig und berechnend und beidhändig. Sie bezeichnet die Kämpfe eher als Jagd und hofft auf fette Beute, ihre bevorzugte Waffe sind zwei identische Schwerter (die Klingen sind stumpf, da scharfe Schwerter gegen die Schulordnung verstoßen). Sie steht sehr im Schatten ihrer älteren Schwester Ren, welche zu ihrer Zeit an der Nagokuren als der „Drache der unerbitterlichen Sturmwogen“ bekannt war. Der Pakt der Strengen Regentschaft verbindet sie mit Mell, da ihre Schwester Ren in all ihren vielen Kämpfen mit Mell nur ein Unentschieden erreichen konnte. Rino hofft Mell zu besiegen und dadurch Ren zu überflügeln. Rintaro wird zu ihrem Objekt der Begierde als dieser Mell beim Duell der Titanen besiegte. Sie scheint ihn sowohl als Beute anzusehen, als auch als möglichen Partner, so richtete sie ihm wieder die Klamotten, ohne dass dieser etwas dagegen tun konnte. Ihr Interesse steigt, als Kyoka ihr gegenüber zugibt, dass sie den Kampf gegen Rintaro verloren hätte, wenn dieser nicht in einer Pfütze ausgerutscht wäre.

### Kyoka Kagamiin
Kyoko ist der „Drache der strahlenden Kraft“, die Anführerin der 12. Klasse. Sie hat einen überaus weiblichen Körper und kleidet sich immer so, dass ihre weiblichen Reize voll zur Geltung kommen. Sie bezeichnet die Kämpfe als Mahlzeiten und ihr Motto ist „Die Starken fressen die Schwachen.“ Sie kämpft mit bloßen Händen und auch Schlagringen und hat genug Kraft, um riesige Felsen zu zertrümmern. Trotz ihrer brachialen Kraft hat sie einen Sinn für Fairness und ist die beste Schülerin an der Schule. In der 11. war sie ein Mauerblümchen, trug Brille und Zöpfe und anständige Kleidung. Zu dieser Zeit war ihr einziges Ziel eine ehrbare Frau zu werden, die irgendwann Familienoberhaupt werden kann. Als sie Ren bei einer Prügelei sah und auch von dieser verprügelt wurde, fing sie an, sich fürs Kämpfen zu interessieren und änderte ihre Persönlichkeit. Sie ist eine Meisterin des japanischen Tanzes und kann sehr fürsorglich sein. Beim Freundschaftsmatch war sie die Partnerin von Rintaro (sehr zu dessen Leidwesen) und lehrte ihn japanischen Tanz. Sie war sehr beeindruckt, als sie feststellen musste, dass er die beiden wichtigen Punkte: Körperkontrolle und Balance perfekt beherrschte. Im Bad ihres Hauses wusch sie ihm den Rücken, was in dessen Flucht und versinken im Treibsandbad resultierte. Als sie ihm raushelfen wollte, erzählte er von seiner Krankheit und sie zeigte ihm vollstes Verständnis und erzählte von ihrer Vergangenheit. Sie ist die einzige neben Rintaro die von seiner Krankheit weiß, es ist anzunehmen, dass ihre Mutter auch Bescheid weiß, da diese sich unterwasser versteckt und gelauscht hatte. Durch das Training im japanischen Tanz, hat sie eine unlesbare Schrittfolge entwickelt. Durch ihr Tanztraining mit Rintaro war sie mit ihm vorübergehend so synchron, dass sie mit ihm zusammen eine Technik des Blauen Seemondschattens durchführen konnte, um einem Blitz auszuweichen.
Ihre Mutter ist ihr sehr peinlich, da diese nicht nur die Vorstandsvorsitzende der Nangokuren ist, sondern auch immer wieder peinliche Anspielungen und Kommentare von sich gibt und auch der Meinung ist, Kyoka sollte sich einen festen Freund suchen. Kyokas Mutter bezeichnet Rintaro als Kyokas Lover.

## Veröffentlichung
Die Serie erschien vom 9. November 2012 (Ausgabe 12/2012) bis 9. November 2016 (Ausgabe 12/2016) im Magazin Dragon Age von Fujimi Shobō in Japan. Die Einzelkapitel wurden auch in neun Sammelbänden (Tankōbon) zusammengefasst herausgebracht.
Eine deutsche Übersetzung erschien vom 7. April 2016 bis 4. April 2018 bei Kazé Deutschland. Eine englische Übersetzung erscheint bei Yen Press.